# Marian Heuser
Marian Heuser (* 1984 in Herdecke) ist ein deutscher Slam-Poet, Autor und Moderator.

## Biografie
Heuser wuchs im sauerländischen Lüdenscheid auf und zog 2006 nach Münster. Dort begann er 2008 damit, sich bei Poetry Slams mit eigener Prosa und Lyrik auf die Bühne zu stellen. Bei den nordrhein-westfälischen Slam-Meisterschaften erreichte er 2008 (in Münster), 2009 (in Siegen), 2011 (in Köln) und 2017 (in Siegen) das Finale. 2012 gewann er die niedersächsischen Poetry Slam-Meisterschaften in Osnabrück, es folgte seine erste eigenständige Buchveröffentlichung, die Textsammlung Seifen ändern dich im Paderborner Lektora-Verlag. 2015 moderierte er beim Sieg von Jason Bartsch das NRW-Slam-Finale im Münsteraner Stadttheater. 2018 war er Veranstalter und Final-Moderator des NRW Slams 2018 in Lüdenscheid.
Heuser ist Begründer und Organisator der Veranstaltungsreihe "World of WORDcraft" sowie Moderator zahlreicher Poetry, Song und Science Slams in Nordrhein-Westfalen und Niedersachsen, unter anderem in Lüdenscheid, Hemer, Nordhorn, Lippstadt, Münster, Gronau, Leer (Ostfriesland) und Papenburg. Seit 2012 widmet er sich vermehrt der Poetry Slam Nachwuchsarbeit.

## Auszeichnungen
- Nordrhein-Westfälischer Poetry Slam Vizemeister 2017 (Siegen)
- Niedersächsisch-bremischer Poetry Slam Meister 2012 (Osnabrück)
- 3. Platz niedersächsisch-bremische Meisterschaften 2011 (Hannover)
- Bielefelder Stadtmeister im Poetry Slam 2010

## Veröffentlichungen (Auswahl)
- Marian Heuser: Seifen ändern dich. Dummheiten & Fehleinschätzungen. Lektora-Verlag, 2013, ISBN 978-3-938470-77-0.

### Als Herausgeber
- Marian Heuser, Andreas Weber (Hrsg.): Frische Eier: Junge westfälische Off-Literatur. sonderpunkt Verlag, 2009, ISBN 978-3-938329-53-5.

### Beiträge in
- Axel Klingenberg (Hrsg.): Punchliner Nr. 8: Buchmagazin für Satire und Slam Poetry. Reiffer, A, 2011, ISBN 978-3-934896-08-6.
- Dominik Bartels (Hrsg.): Etwas ist faul im Staate. Blaulicht Verlag, 2011, ISBN 978-3-941552-11-1.
- Karsten Strack (Hrsg.): Die ultimative Poetry-Slam-Anthologie. Lektora-Verlag, 2014, ISBN 978-3-95461-030-3.
- Sebastian Hahn (Hrsg.): Best of Poetry Slam Niedersachsen. Blaulicht Verlag, 2019, ISBN 978-3-941552-45-6.